# Сирбиладзе, Силован Варламович
Силован Варламович Сирбиладзе (1920 год, село Пирвели-Обча, Кутаисский уезд, Грузинская демократическая республика — неизвестно, село Пирвели-Обча, Маяковский район, Грузинская ССР) — звеньевой колхоза имени Орджоникидзе Обчинского сельсовета Маяковского района, Грузинская ССР. Герой Социалистического Труда (1949).

## Биография
Родился в 1920 году в крестьянской семье в селе Первели-Обча Кутаисского уезда. Окончил местную начальную школу. Трудился в личном сельском хозяйстве. После начала коллективизации с 1930 года трудился рядовым колхозником в колхозе имени Орджоникидзе Багдатского района (с 1940 года — Маяковский район). В послевоенные годы возглавлял звено виноградарей.
В 1948 году звено под его руководством собрало в среднем с каждого гектара по 110,5 центнера винограда с участка площадью 3 гектара. Указом Президиума Верховного Совета СССР от 9 августа 1949 года удостоен звания Героя Социалистического Труда за «получение высоких урожаев винограда в 1948 году» с вручением ордена Ленина и золотой медали «Серп и Молот» (№ 4324).
Этим же указом званием Героя Социалистического Труда были награждены труженики колхоза имени Орджоникидзе Василий Порфирьевич Мшвилдадзе и Аслан Николаевич Мачавариани.
Проживал в селе Пирвели-Обча Маяковского района. С 1980 года — персональный пенсионер союзного занчения. Дата его смерти не установлена.